# México-Madrid: en directo y sin escalas
México-Madrid: en directo y sin escalas es el cuarto álbum en vivo grabado por el cantante Alejandro Fernández, un concierto realizado el 22 de junio de 2005 en "El Nuevo Palacio de Congresos en Madrid, España. Una producción espectacular que contó con la participación de más de 28 músicos en el que Alejandro interpretó sus mayores éxitos. Algunos de los momentos más destacados fueron los duetos con Amaia Montero (exintegrante de La Oreja de Van Gogh), la cantante española Malú y Diego "El Cigala". En palabras del mismo Alejandro: "Un concierto inolvidable, íntimo, mágico y muy especial". Forma parte de la lista de  los 100 discos que debes tener antes del fin del mundo, publicada en 2012 por Sony Music.

## Lista de canciones

### CD
1. Obertura/ Canta corazón (Gian Marco) - 5:06
2. Abrázame (Rafael Ferro García, Julio Iglesias) - 5:23
3. Me dediqué a perderte (dueto con Amaia Montero) (Leonel García) - 4:08
4. Popurrí Juan Gabriel (Juan Gabriel) - 8:04
5. Todo (Leonel García) - 3:39
6. Tantita pena (Kiko Campos, Fernando Riba) - 4:58
7. Como yo te amé (Armando Manzanero) - 3:54
8. Contigo aprendí (dueto con Malú) (Armando Manzanero) - 5:14
9. Qué voy a hacer con mi amor (Luis Carlos Monroy, Raúl Ornelas) - 5:04
10. Como quien pierde una estrella (dueto con Diego "El Cigala") (Humberto Estrada) - 5:46
11. El rey (José Alfredo Jiménez) - 2:40
12. México lindo y querido (Chucho Monge) - 4:05
13. Para vivir (Versión Acústica) (Kike Santander) - 4:53

### DVD
1. Obertura/ Canta corazón
2. Abrázame
3. Me dediqué a perderte (dueto con Amaia Montero)
4. Popurrí Juan Gabriel
5. Todo
6. Tantita pena
7. Como yo te amé
8. Contigo aprendí (dueto con Malú)
9. Granada
10. Qué voy a hacer con mi amor
11. Como quien pierde una estrella (dueto con Diego "El Cigala")
12. El rey
13. México lindo y querido

## Lista de posiciones

### Álbum
| Año  | Listas                                     | Posición | Semanas en la lista |
| ---- | ------------------------------------------ | -------- | ------------------- |
| 2005 | Billboard Latin Pop Albums                 | 5        | 14                  |
| 2005 | Billboard Top Latin Albums                 | 10       | 16                  |
| 2005 | Billboard Top Heatseekers                  | 12       | 9                   |
| 2005 | Billboard Top Heatseekers (Pacific)        | 5        | 8                   |
| 2005 | Billboard Top Heatseekers (South Atlantic) | 6        | 2                   |
| 2005 | Billboard Top Heatseekers (South Central)  | 6        | 2                   |

### Sencillos
| Año  | Listas                      | Canción                     | Posición | Semanas en la lista |
| ---- | --------------------------- | --------------------------- | -------- | ------------------- |
| 2005 | Billboard Hot Latin Songs   | Que Voy A Hacer Con Mi Amor | 31       | 20                  |
| 2005 | Billboard Latin Pop Airplay | Que Voy A Hacer Con Mi Amor | 5        | 27                  |